# Alfredo Tozzi
Alfredo Amedeo Tozzi (* 1624 (?) in Prato, Toskana; † 1. Januar 1681 in Siena, Toskana) war ein italienischer Maler und Bildhauer.
Geboren wurde Tozzi in gutbürgerlichen katholischen Verhältnissen. Sein Vater Umberto Tozzi (* ?; † 1658) war Kaufmann, die Identität seiner Mutter ist nicht geklärt, sie starb vermutlich bei Alfredos Geburt. Er hatte zwei ältere Schwestern. Ab seinem 19. Lebensjahr studierte er an der Universität Pisa, welche er jedoch kurz vor dem Ende seines Studiums für Mathematik aus finanziellen Gründen abbrechen musste. Dort lernt er auch die junge Österreicherin Maria Wägeler, seine spätere Geliebte und Ehefrau, kennen. Fortan widmete er sich hauptsächlich der Malerei.
1648 reiste er nach Rom, dort entdeckte ein Kleinadeliger aus Bayern sein Talent und gab einige Porträts bei Tozzi in Auftrag. Bald wurden mehrere Kunstkenner und -kritiker auf Tozzi aufmerksam, der große Durchbruch als Künstler blieb ihm jedoch verwehrt. Tozzi malte hauptsächlich Heiligenmotive als Ölmalerei auf Leinwand, allerdings sind auch einige Porträts und Kirchenfreskos von ihm bekannt. Von nun an betätigte er sich immer öfter auch als Bildhauer. Der strenggläubige Katholik Tozzi bemüht sich im Laufe der Zeit immer wieder, einen Auftrag für ein Gemälde von Papst Alexander VII. persönlich zu bekommen. Dieser Wunsch wurde ihm allerdings nie erfüllt.
Nach dem Tod seines Vaters Umberto im März 1658 zog er sich für mehrere Monate auf einen abgelegenen Bauernhof nahe seiner Heimatstadt Prato zurück. Anfang 1660 begann er wieder mit der Malerei, hauptsächlich um seinen Lebensunterhalt zu verdienen. Im November 1671 heiratete er Maria Wägeler, die er bereits aus seiner Studienzeit kannte. Gemeinsam hatten sie zwei Kinder, einen Sohn und eine Tochter. 1673 kaufte er ein Haus in Siena und kehrte der professionellen Malerei endgültig den Rücken, Tozzi malte nur noch in seiner Freizeit. Ein Jahr darauf begann er mit seinem Tagebuch mit dem Titel „Mein Leben“ (orig.: La mia vita). Das Tagebuch befand sich lange Zeit im Besitz Tozzis Nachkommen, verschwand aber in den Wirren des Ersten Weltkrieges.
Tozzi starb am Neujahrstag 1681 in seinem Haus in Siena an einer Pockeninfektion.

## Bekannteste Werke (Auswahl)
- Vergine Máriá sulla Montágna Nazareth (dt.: Jungfrau Maria am Berg Nazareth, ca. 1655–1657)
- La genesis Evá (Fresko, San Fabiano, dt.: Die Geburt/Entstehung Evas, ca. 1664/1665)
- Angelo Gábriel in finto dio (Fresko, Chiesa di San Lorenzo a Fossato, dt.: Erzengel Gabriel im Schein Gottes, ca. 1671/1672)